# 세균성냉수증
세균성냉수증(영어: Bacterial cold water disease, BCWD)은 민물고기, 특히 연어과의 세균성 질환이다. 플라보박테륨속(구 사이토파가속)으로 분류되는 플라보박테륨 사이코필럼(Flavobacterium psychrophilum)에 기인한다. 최적 생육 온도가 13도를 밑도는 담수에 서식하고, 수온이 15도를 밑도는 지역에서도 볼 수 있다. 연어는 가장 흔한 병의 씨앗이다. 이 병은 대상포진이 아니다
무증상성 담체어와 오염수는 질병을 위한 저수지를 제공한다. 유전자의 수평전달이 주를 이루지만 수직전달도 가능하다.
BCWD는 냉수병, 페던클병, 피트 로트, 테일로트, 레인보우 마스플라이 사망증후군을 포함한 다른 많은 이름으로 언급된다.

## 원인과 증상

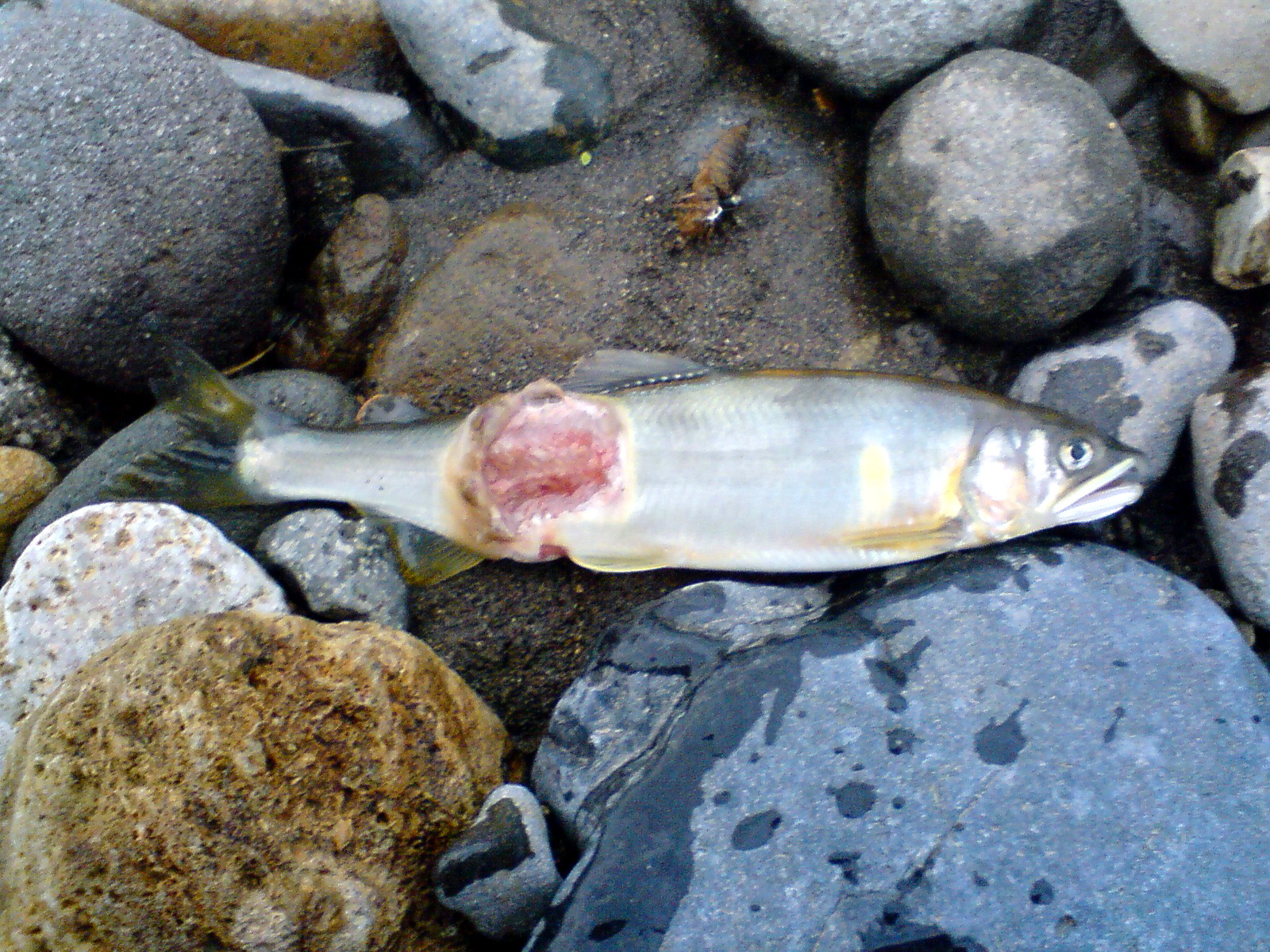
냉수 병에 감염된 은어

병원균 플라보박테륨 사이코 필름에 감염된 물고기는 조직 침식, 턱궤양, 염증, 행동상의 문제를 겪는다. 지느러미가 어두워지며, 터지고, 터지고, 너덜너덜해지며, 닳아 보이고, 심지어는 완전히 없어져 버리기도 한다. 이러한 증상은 특히 꼬리지느러미의 조직 침식에서 비롯된다. 기타 증상으로는 턱 피부의 궤양, 색이 옅은 주름, 점액 산생의 증가, 실명, 위장계 염증, 나선상 유영 등 행동상의 문제 등이 있다. 병에 걸린 물고기는 무기력하여 먹이를 먹는 것을 멈취기도 한다. 감염은 전신으로 퍼질 수 있다. 연어과의 물고기는 일반적인 BCWD로부터의 회복 후에도 만성적인 BCWD를 얻을 수도 있다. 불규칙한 '코르크 스크류'의 헤엄, 검게 된 꼬리, 척추의 변형이 특징이다.
rainbow trout fry syndrome에서는 사망률이 높은 급성질환이 일어난다. 감염된 물고기는 죽기 전에 무기력·실기·안과 수술의 징후를 나타낼지도 모른다.
특히 지역에 병력이 있는 경우에는 병력, 임상 징후, 사망률 패턴, 수온에 따라 추정 진단을 할 수 있다. 그 생물은 확진을 위해 배양할 수 있다. 또는 조직학적으로 골막염, 골염, 수막염, 신경절신경염을 나타내야 한다.

## 전염
이 세균은 1922년 페어포트 아이오와주의 수산생물학 스테이션에서 처음 보고됐으며 이후 많은 분류학적 재검토를 받고 있다. 주요 감염 부위는 물고기와 물고기의 접촉, 특히 지느러미와 지느러미의 내부이다. 플라보박테륨 사이코필름은 수평유전자 도입으로 증식하는 세균이다. 세균이 증식하는 가장 일반적인 방법은 수평 유전자 도입이지만 수직 유전자 도입도 전달에 관여할 수 있다는 증거가 있다.

## 예방 및 치료
감염된 성어의 물 속에 4급 암모늄 화합물을 첨가해 볶을 수 있다. 또 항생제 옥시테트라사이클린은 성체, 프라이 및 육묘에 투여할 수 있다.
이 병을 막기 위해서는 물이 병원체를 포함하지 않는다는 것, 그리고 계란에 대해 효과적으로 수경화가 완료된다는 것을 증명할 필요가 있다. 스트레스와 피부의 손상은 병의 진행을 증가시키는 두 가지 요인이므로 이 두 가지 요인을 최소한으로 억제함으로써 박테리아의 증식을 막을 수 있다. 또한 그 지역에서 질병에 걸린 물고기를 제거하는 것은 환경 내에 세균이 퍼질 가능성을 줄이는 데 중요하다. 또한 알의 부화 직전 UV광요오드 소독을 하는 것은 알 관련 감염 위험을 최소화하는 현명한 방법으로 기록되고 있다. 이 박테리아의 존재는 성적으로 성숙한 연어과 주위의 알 속에서 볼 수 있다. 요오드파 처리는 계란 표면의 미생물 오염을 줄이는 방법이다.
이 병이 조기에 발견되었을 경우, 수의사에 의한 BCWD의 정확한 진단은 물고기의 존재뿐만 아니라 환경에도 중요하다.

## 같이 보기
- 연어과